# Hatfield (Massachusetts)
Hatfield és un poble dels Estats Units a l'estat de Massachusetts. Segons el cens del 2000 tenia 3.249 habitants.

## Demografia
Segons el cens del 2000, Hatfield tenia 3.249 habitants, 1.381 habitatges, i 871 famílies. La densitat de població era de 78,3 habitants/km².
Dels 1.381 habitatges en un 27,6% hi vivien nens de menys de 18 anys, en un 53,1% hi vivien parelles casades, en un 7,5% dones solteres, i en un 36,9% no eren unitats familiars. En el 29,3% dels habitatges hi vivien persones soles el 13,8% de les quals corresponia a persones de 65 anys o més que vivien soles. El nombre mitjà de persones vivint en cada habitatge era de 2,35 i el nombre mitjà de persones que vivien en cada família era de 2,96.
Per edats la població es repartia de la següent manera: un 20,7% tenia menys de 18 anys, un 5,4% entre 18 i 24, un 27,2% entre 25 i 44, un 29,9% de 45 a 60 i un 16,7% 65 anys o més.
L'edat mediana era de 43 anys. Per cada 100 dones de 18 o més anys hi havia 90,7 homes.
La renda mediana per habitatge era de 50.238 $ i la renda mediana per família de 61.607$. Els homes tenien una renda mediana de 39.414 $ mentre que les dones 35.042$. La renda per capita de la població era de 24.813$. Entorn de l'1,4% de les famílies i el 2,8% de la població estaven per davall del llindar de pobresa.